# Baszketén
A baszketén (IUPAC név: pentaciklo[4.4.0.02,5.03,8.04,7]dec-9-én) szerves vegyület, összegképlete C10H10. Többgyűrűs alkén, a baszketán dehidrogénezett származéka, nevét a kosár alakjához hasonló szerkezete után kapta (angolul basket = kosár).

## Szintézise
A baszketént ciklooktatetraén izomerizációját követően maleinsav-anhidriddel végzett Diels–Alder-reakcióval szintetizálták. A kalitkaszerkezet [2 + 2] cikloaddícióval záródik, mely elszappanosítással és dekarboxilezéssel alakul át baszketénné.

## Reakciói
Fotolízise során ciklooktatetraén, Nenitzescu szénhidrogén és egyéb termékek keletkeznek.

## Fordítás
Ez a szócikk részben vagy egészben a Basketene című angol Wikipédia-szócikk ezen változatának fordításán alapul.  Az eredeti cikk szerkesztőit annak laptörténete sorolja fel. Ez a jelzés csupán a megfogalmazás eredetét és a szerzői jogokat jelzi, nem szolgál a cikkben szereplő információk forrásmegjelöléseként.